# محمدعلی المقداشی
محمدعلی المقداشی (عربی: محمد علي المقدشي؛ زادهٔ ۱۹۶۲) فرمانده نظامی و سیاست‌مدار اهل یمن است، که هم‌اکنون به‌عنوان وزیر دفاع یمن فعالیت می‌کند.